# Генгам (футбольний клуб)
Генгам (фр. En Avant de Guingamp, брет. War-raok Gwengamp) — французький футбольний клуб з міста Генгам, Бретань. Заснований 1912 року. Дворазовий володар Кубка Франції.

## Історія

### Балансування між дивізіонами
«Генгам» було засновано в 1912 році.
Клуб довго грав в нижчих дивізіонах, але з приходом на посаду президента Ноеля ле Грае в 1972 році, «Генгам» тричі добивався підвищення. У 1976 році команда вийшла в 3 дивізіон, а в наступному сезоні отримала право грати у Лізі 2. У 1984 році «Генгам» отримав професійний статус. У 1990 році відкрився новий стадіон — Стад де Рудуру. Першу домашню гру клуб провів з «Парі Сен-Жермен». У 2 дивізіоні команда залишалася до 1993 року. Але вже в наступному році повернувся, взявши срібло 3 дивізіону. Далі клуб не зупинявся й відразу потрапив у Лігу 1, де в першому сезоні «Генгам» зайняв 10 місце й зіграв у наступному сезоні в Кубку Інтертото. У сезоні 1996-1997 дійшов до фіналу Кубка Франції. У наступному сезоні команда вилетіла з еліти. У кінці століття «Генгам повернувся», але знову не втримався на вершині.

### ХХІ століття
У сезоні 2008-2009 команда вперше у своїй історії виграла Кубок Франції.
Згодом клуб вилетів у Лігу 3, але завоював там бронзу в 2011 році, а далі відразу підвищився до Ліги 1. У сезоні 2013-2014 завоював свій другий Кубок Франції. В обох фіналах були принципові матчі з «Ренном».
У сезоні 2018-2019 був фіналістом Кубку ліги, де в серії післяматчевих пенальті поступився «Страсбуру». За підсумками цього ж сезону в чемпіонаті (20-е, останнє місце) вибув у Лігу 2.

## Досягнення
- Переможець Кубка Інтертото: 1996

- Кубок Франції
  - Переможець: 2009, 2014
  - Фіналіст: 1997

- Кубок французької ліги
  - Фіналіст: 2019

- Ліга 2
  - 2 місце: 1995, 2000, 2013

- Ліга 3
  - 2 місце: 1994
  - 3 місце: 2011